# Catharina Schwartz
Catharina Schwartz (* 19. November 1837 in Teufelsbrück bei Klein Flottbek; † nach 1870) war eine deutsche Landschaftsmalerin.

## Leben
Catharina Schwartz war die Tochter des Privatiers Heinrich Schwartz.
Sie erhielt ihren ersten Zeichenunterricht bei Friedrich Heimerdinger, der seit 1845 eine Zeichenschule in Hamburg leitete; sie setzte ihre Ausbildung bei dem norwegischen Landschaftsmaler Morten Müller in Düsseldorf fort.
Nach der Ausbildung kehrte sie nach Teufelsbrück zurück und war dort noch bis 1871 nachweisbar; im selben Jahr kaufte der Hamburger Kunstverein ihr Bild Holsteinische Landschaft an, der 1895 auch ihre Landschaftsbilder ausstellte.
Über ihren weiteren Lebensweg ist nichts bekannt.

## Werke (Auswahl)
Die Bilder Park an der Elbe-Nienstedten, Sandgrube bei Bahrenfeld und Die Teufelsbrücke von Catharina Schwarz befinden sich im Altonaer Museum in Hamburg.